# Carena del Roure del Palau
La Carena del Roure del Palau és una serra situada al municipi de Mura, a la comarca del Bages, amb una elevació màxima de 1.037 metres.